# Admeto, re di Tessaglia
Admeto, re di Tessaglia (HWV 22) er en opera i tre akter skrevet til Royal Academy of Music af Georg Friedrich Händel til en italiensk libretto af Nicola Haym. Historien er delvist baseret på Euripides' Alkestis. Operaen blev opført første gang på Haymarket Theatre i London den 31. januar 1727. Rollen som Alceste blev oprindelig sunget af Faustina Bordoni, mens Francesca Cuzzoni sang Antigona; Admeto, re di Tessaglia var den anden af fem operaer, som Händel komponeredwe specielt til disse to prime donne. Operaen blev opført 19 gange i sin første sæson, og fra september 1727 til januar 1732 fik den yderligere 16 forestillinger. Admeto blev genopført i 1754 og fik da fem opførelser. Den sidste opførelse den 6. april 1754 skulle vise sig at blive operaforestilling, Händel så af sine egne operaer i sin levetid.

## Roller
| Rolle                                 | Stemmetype  | Originalbesætning, 31. januar 1727 (Dirigent: -) |
| ------------------------------------- | ----------- | ------------------------------------------------ |
| Alceste (Alkestis)                    | Sopran      |                                                  |
| Antigona                              | Sopran      |                                                  |
| Admeto (Admetus), konge af Thessalien | Kontratenor |                                                  |
| Ercole (Hercules)                     | Bas         |                                                  |
| Trasimede (Thrasymedes)               | Kontratenor |                                                  |
| Orindo                                | Altstemme   |                                                  |
| Meraspe                               | Baryton     |                                                  |
| Apollo                                | Bas         |                                                  |
| En stemme                             | Baryton     |                                                  |

## Diskografi
- EMI Classics 1C 163-30 808/812: René Jacobs (som Admeto), Rachel Yakar, Ulrik Cold, Rita Dams, James Bowman, Jill Gomez, Max van Egmond; Il complesso Barocco; Alan Curtis, dirigent [3]